# James Dykes
Pas d'image ? Cliquez ici

a Compétitions nationales et continentales officielles uniquement.

b Matchs officiels uniquement.
James Carroll Dykes dit Jimmy, né le 4 juillet 1901 à Partick et mort le 3 juillet 1967 à Nairn, est un joueur de rugby à XV écossais ayant occupé le poste de centre ou de demi d'ouverture en sélection écossaise durant les années 1920, période faste de celle-ci dans le Tournoi des Cinq Nations (4 victoires de 1920 à 1929). Il a évolué pour le club de Glasgow Academicals RFC. Il a été président de la Scottish Rugby Union de 1950 à 1951.

## Palmarès
- 3 victoires dans le tournoi en 1925 (1er Grand chelem écossais), 1927 (ex-aequo avec l'Irlande) et 1929
- Vainqueur de l'Australie à Édimbourg en 1927

## Statistiques en équipe nationale
- 20 sélections en équipe d'Écosse, de 1922 à 1929
- 20 points (3 essais, 2 transformations, 1 drop, 1 pénalité)
- Sélections par années: 2 en 1922, 1 en 1924, 3 en 1925, 4 en 1926, 5 en 1927, 2 en 1928, 3 en 1929